# Натальїно
Ната́льїно (рос. Натальино) — село у складі Матвієвського району Оренбурзької області, Росія.

## Населення
Населення — 142 особи (2010; 161 у 2002).
Національний склад (станом на 2002 рік):
- росіяни — 78 %